# Pacifigorgia pulchra
Pacifigorgia pulchra is een zachte koraalsoort uit de familie Gorgoniidae. De koraalsoort komt uit het geslacht Pacifigorgia. Pacifigorgia pulchra werd in 1870 voor het eerst wetenschappelijk beschreven door Verrill. 